# Conradin-Kreutzer-Tafel

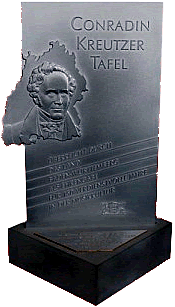
Conradin-Kreutzer-Tafel

Die Conradin-Kreutzer-Tafel ist eine Auszeichnung des Landes Baden-Württemberg für Vereinigungen der Laienmusik.
Die Auszeichnung wurde auf Initiative des Ministerpräsidenten Erwin Teufel 1998 vom Land gestiftet und ist nach dem in Meßkirch geborenen Komponisten Conradin Kreutzer (1780–1849) benannt. Im Landesmusikverband Baden-Württemberg organisierte Vereinigungen der Amateurmusik können die Verleihung der Auszeichnung über ihren Dachverband beim Ministerium für Wissenschaft, Forschung und Kunst Baden-Württemberg beantragen. Nicht im Landesmusikverband organisierte  Vereinigungen der Amateurmusik können ihren Antrag direkt beim Ministerium stellen.
Die Conradin-Kreutzer-Tafel wird in Baden-Württemberg solchen Musikvereinigungen verliehen, die mindestens 150 Jahre bestehen und sich künstlerische, volksbildende und kulturelle Verdienste um die Pflege der Laienmusik erworben haben. Zudem ist Voraussetzung, dass sie die für 100-jähriges Bestehen verliehene Pro-Musica-Plakette, die vom Bundespräsidenten für Vereine des instrumentalen Musizierens verliehen wird, bzw. die Zelter-Plakette für Chorvereinigungen besitzen. Die Conradin-Kreutzer-Tafel wird seither mit einer Urkunde im Rahmen des jährlich stattfindenden Landes-Musik-Festivals von einem Vertreter der baden-württembergischen Landesregierung überreicht. Die Tafel wurde im Auftrag des Kultusministeriums von dem Designer Roland Kühn aus Esslingen/Neckar gestaltet. Seit 1998 konnten bereits fast 600 musikalische Vereinigungen ausgezeichnet werden. 2014 kamen weitere 49 Vereine hinzu.